# Persone di nome Cesare/Politici
| Questa pagina contiene informazioni ricavate automaticamente dalle voci biografiche con l'ausilio del template Bio e di un bot. L'aggiornamento è periodico e automatico e ricostruisce completamente la pagina. Se manca una persona in questa lista, sei pregato di non aggiungerla, ma accertati piuttosto che la sua voce biografica contenga il template Bio e che i dati anagrafici siano correttamente compilati. Se il template Bio manca, inseriscilo tu stesso o, in alternativa, metti l'avviso {{tmp\|Bio}} che ne segnala la mancanza. Se i dati riportati sono sbagliati, correggi direttamente la voce biografica; le modifiche saranno visibili in questa lista entro pochi giorni. Per chiarimenti vedi il progetto antroponimi. La lista contiene solo le 65 persone che sono citate nell'enciclopedia e per le quali è stato implementato correttamente il template Bio. Pagina aggiornata al 22 giu 2025. |

Questa è una lista di persone presenti nell'enciclopedia che hanno il nome Cesare e sono politici.

## A(7)
- Cesare Agostini, politico e psichiatra italiano (Perugia, n. 1864 - Perugia, † 1942)
- Cesare Airoldi, politico e naturalista italiano (Palermo, n. 1774 - Firenze, † 1858)
- Cesare Alessandri, politico, giornalista e sindacalista italiano (Firenze, n. 1869 - Roma, † 1929)
- Cesare Alfieri di Sostegno, politico e diplomatico italiano (Torino, n. 1799 - Firenze, † 1869)
- Cesare Allegri, politico italiano (Brescia, n. 1934 - Brescia, † 2020)
- Cesare Amici, politico italiano (Anagni, n. 1925 - † 2003)
- Cesare Angelini, politico e sindacalista italiano (Lucca, n. 1901 - † 1974)

## B(6)
- Cesare Bensi, politico italiano (Milano, n. 1922 - Varese, † 1986)
- Cesare Bernardini, politico italiano (Lucca, n. 1811 - † 1882)
- Cesare Biglia, politico e avvocato italiano (Tripoli, n. 1928 - Magenta, † 2001)
- Cesare Bionaz, politico italiano (n. 1912 - † 1969)
- Cesare Leopoldo Bixio, politico italiano (Genova, n. 1799 - Genova, † 1863)
- Cesare Bonelli, politico e generale italiano (Torino, n. 1821 - Orvieto, † 1904)

## C(8)
- Cesare Cabella, politico e avvocato italiano (Genova, n. 1807 - Genova, † 1888)
- Cesare Campa, politico italiano (Murano, n. 1943)
- Cesare Campart, politico italiano (Genova, n. 1923 - Genova, † 2015)
- Cesare Campioli, politico e imprenditore italiano (Reggio Emilia, n. 1902 - Reggio Emilia, † 1971)
- Cesare Cerruti, politico italiano (Genova, n. 1820 - Roma, † 1905)
- Cesare Cobianchi, politico italiano (Intra, n. 1811 - Casale Monferrato, † 1867)
- Cesare Curcio, politico italiano (Pedace, n. 1904 - Pedace, † 1961)
- Cesare Cursi, politico italiano (Roma, n. 1942)

## D(4)
- Cesare Dalmazzo, politico italiano († 1899)
- Cesare Damiano, politico e sindacalista italiano (Cuneo, n. 1948)
- Cesare De Piccoli, politico italiano (Casale sul Sile, n. 1946)
- Cesare Dujany, politico italiano (Saint-Vincent, n. 1920 - Châtillon, † 2019)

## E(1)
- Cesare Ercole, politico italiano (Broni, n. 1952 - Broni, † 2024)

## F(3)
- Cesare Augusto Fanelli, politico italiano (Sezze, n. 1915 - Frosinone, † 1997)
- Cesare Fani, politico italiano (Perugia, n. 1844 - Palermo, † 1914)
- Cesare Forni, politico italiano (Vespolate, n. 1890 - Milano, † 1943)

## G(7)
- Cesare Gasperoni, politico sammarinese (n. 1944)
- Cesare Gavina, politico e avvocato italiano (Stradella, n. 1881 - La Spezia, † 1969)
- Cesare Gherri, politico e funzionario italiano (Parma, n. 1929 - Parma, † 2010)
- Cesare Giorgetti, politico italiano (n. 1831 - † 1909)
- Cesare Giovara, politico e prefetto italiano (Torino, n. 1878 - Torino, † 1957)
- Cesare Golfari, politico italiano (Forlimpopoli, n. 1932 - Lecco, † 1994)
- Cesare Golia, politico italiano (Aversa, n. 1823 - † 1899)

## M(8)
- Cesare Mantovani, politico e giornalista italiano (Roma, n. 1939 - Roma, † 2006)
- Cesare Marangoni, politico italiano (Ceneselli, n. 1924 - † 2000)
- Cesare Marchia, politico italiano (Asti, n. 1905 - Asti, † 1985)
- Cesare Margotto, politico italiano (Isola Rizza, n. 1926 - † 1992)
- Cesare Marini, politico italiano (San Demetrio Corone, n. 1938)
- Cesare Mattei, politico e letterato italiano (Bologna, n. 1809 - Grizzana Morandi, † 1896)
- Cesare Matteini, politico italiano (Firenze, n. 1921 - † 2013)
- Cesare Merzagora, politico e dirigente d'azienda italiano (Milano, n. 1898 - Roma, † 1991)

## P(10)
- Cesare Pagnini, politico, giornalista e storico italiano (Trieste, n. 1899 - Trieste, † 1989)
- Cesare Pastore, politico italiano (Castiglione delle Stiviere, n. 1822 - Ceresara, † 1889)
- Cesare Piacentino, politico e docente italiano (Bagheria, n. 1946)
- Cesare Pianasso, politico italiano (Cuorgnè, n. 1966)
- Cesare Pintus, politico, partigiano e avvocato italiano (Cagliari, n. 1901 - Fenestrelle, † 1948)
- Cesare Pirisi, politico e giornalista italiano (Nuoro, n. 1926 - Nuoro, † 2013)
- Cesare Ponza di San Martino, politico e generale italiano (Torino, n. 1844 - Busca, † 1915)
- Cesare Pozzo, politico italiano (Torino, n. 1926 - † 2012)
- Cesare Pressio Colonnese, politico italiano (Terni, n. 1897 - Terni)
- Cesare Procaccini, politico e operaio italiano (Matelica, n. 1953)

## R(2)
- Cesare Rasponi Bonanzi, politico italiano (Ravenna, n. 1822 - Firenze, † 1886)
- Cesare Rizzi, politico italiano (Erba, n. 1940 - Erba, † 2019)

## S(3)
- Cesare Saluzzo di Monterosso, politico italiano (Saluzzo, n. 1837 - Saluzzo, † 1906)
- Cesare Salvarezza, politico italiano (Savona, n. 1849 - Noli, † 1915)
- Cesare Sessa, politico e partigiano italiano (Raffadali, n. 1885 - Roma, † 1954)

## T(3)
- Cesare Terranova, politico e magistrato italiano (Petralia Sottana, n. 1921 - Palermo, † 1979)
- Cesare Trebeschi, politico, avvocato e saggista italiano (Brescia, n. 1925 - Brescia, † 2020)
- Cesare Tumedei, politico e avvocato italiano (Montalto delle Marche, n. 1894 - Roma, † 1980)

## V(3)
- Cesare Valerio, politico italiano (Carmagnola, n. 1820 - Torino, † 1873)
- Cesare Valperga di Masino, politico italiano (Borgomasino, n. 1833 - Torino, † 1904)
- Cesare Veneziani, politico italiano (Bergamo, n. 1934 - Bergamo, † 2023)